# Maman, la maison est hantée !
Série Home Alone
Maman, je suis seul contre tous
(2002) Maman, j'ai raté l'avion ! (ça recommence)
(2021)
Pour plus de détails, voir Fiche technique et Distribution.
Maman, la maison est hantée ! ou Maman, des fantômes ont volé nos cadeau au Québec (Home Alone: The Holiday Heist) est un téléfilm de Noël américano-canadien réalisé par Peter Hewitt et diffusé le 25 novembre 2012 sur ABC Family. C'est le cinquième volet de la franchise Home Alone.
En France, le téléfilm a été diffusé sur la chaîne Téva et TMC le 26 décembre 2019.

## Synopsis
Les Baxter ont quitté la Californie pour s'installer dans le Maine. Alors que Finn, 10 ans, apprend à composer avec le rude climat local, il se persuade que sa nouvelle maison est hantée par le fantôme d'un gangster. Déterminé à le capturer, il truffe la demeure de dispositifs divers.

## Fiche technique
Sauf indication contraire, les informations mentionnées dans cette section peuvent être confirmées par les bases de données cinématographiques IMDb et Allociné,  présentes dans la section « Liens externes ».
- Titre original : Home Alone: The Holiday Heist[N 1]
- Titre français : Maman, la maison est hantée !
- Titre québécois : Maman, des fantômes ont volé nos cadeaux
- Réalisation : Peter Hewitt
- Scénario : Aaron Ginsburg et Wade McIntyre, d'après les personnages créés par John Hughes
- Musique : David Kitay
- Direction artistique : Larry Spittle
- Décors : Craig Sandells
- Costumes : Patricia J. Henderson
- Photographie : Peter Benison
- Son : Bob Arons, Leon Johnson, Sherry Klein
- Montage : John Coniglio
- Production : Lisa Demberg et Eddie Nilsson
  - Production déléguée : David Madden
  - Coproduction : Paul D. Goldman
- Sociétés de production :
  - États-Unis : Fox Television Studios
  - Canada : Original Pictures et Manitoba Film and Video Production Tax Credit
- Sociétés de distribution : ABC Family et Disney-ABC Domestic Television (États-Unis, TV 2012) ; Disney Channel (États-Unis, TV 2014) ; Freeform (États-Unis, TV 2016) ; 20th Century Fox Home Entertainment (États-Unis, DVD) ; Disney+ (États-Unis / Canada, VOD)
- Budget : 11 millions de $ (estimation)[3]
- Pays de production :  États-Unis,  Canada
- Langue originale : anglais
- Format : couleur (DeLuxe) — Digital — 1,78:1 (Widescreen / 16:9) — son Stéréo
- Genre : comédie, policier
- Durée : 87 minutes
- Date de diffusion[4] :
  - États-Unis : 25 novembre 2012 (première diffusion à la télévision)
  - France : 10 septembre 2015 (première diffusion à la télévision)[5]
- Classification :
  - États-Unis : ce programme contient des éléments que les parents peuvent considérer inappropriés pour les enfants (TV-PG)
  - Canada (Nouvelle-Écosse / Québec) : tous publics (G - General)
  - Canada (Manitoba) : certaines scènes peuvent heurter les enfants - accord parental souhaitable (PG - Parental Guidance)
  - France : tous publics

## Distribution
- Christian Martyn (VFB : Arthur Dubois) : Finn Baxter
- Jodelle Ferland (VFB : Sophie Frison) : Alexis Baxter
- Malcolm McDowell (VFB : Guy Pion) : Sinclair
- Debi Mazar (VFB : France Bastoen) : Jessica
- Eddie Steeples (VFB : Sébastien Hébrant) : Hughes
- Ellie Harvie (en) (VFB : Colette Sodoyez) : Catherine Baxter
- Doug Murray (VFB : David Manet) : Curtis Baxter
- Edward Asner : John Carson
- Bill Turnbull (VFB : Thierry Janssen) : Simon
- Peter DaCunha (en) (VFB : Igor Van Dessel) : Mason
- Evan Scott : le Père Noël

## Accueil
Le téléfilm a été vu par 2,616 millions de téléspectateurs lors de sa première diffusion.

## Nomination
Source : Internet Movie Database
- UBCP/ACTRA Awards 2013 : meilleure actrice pour Ellie Harvie